# Crüger (cratère)
Pour les articles homonymes, voir Cruger (homonymie).
Crüger est un cratère lunaire situé au sud-est de la face visible de la Lune. Le cratère Crüger est situé au sud-ouest du cratère Darwin. Le contour du cratère Crüger est presque circulaire avec de nombreux impacts. Le terrain intérieur du cratère est recouvert par de la lave basaltique. 
En 1935, l'Union astronomique internationale a donné le nom de Crüger à ce cratère en l'honneur du mathématicien et astronome allemand Peter Crüger.
Par convention, les cratères satellites sont identifiés sur les cartes lunaires en plaçant la lettre sur le côté du point central du cratère qui est le plus proche de Crüger.
| Crüger | Latitude | Longitude | Diamètre |
| ------ | -------- | --------- | -------- |
| A      | 16.0° S  | 62.7° W   | 27 km    |
| B      | 17.2° S  | 71.6° W   | 13 km    |
| C      | 16.8° S  | 61.9° W   | 12 km    |
| D      | 15.3° S  | 64.5° W   | 12 km    |
| E      | 17.5° S  | 65.2° W   | 16 km    |
| F      | 14.2° S  | 64.4° W   | 9 km     |
| G      | 17.9° S  | 68.0° W   | 8 km     |
| H      | 18.0° S  | 65.2° W   | 7 km     |